# Repeterende breuk
Een repeterende breuk, ook repeterende decimale breuk of periodieke (decimale) breuk, is een breuk die niet als een echte decimale breuk te schrijven is. De naam slaat op het feit dat in de fractie (het deel achter de komma) een zichzelf steeds herhalende rij van 1 of meer cijfers voorkomt. Deze rij cijfers heet het repeterende (of periodieke) gedeelte.
Dat elke breuk eindig of repeterend is, valt te beredeneren uit het feit dat er bij een staartdeling maar een eindig aantal mogelijkheden is voor de rest: 0 tot en met de noemer min 1. Als de rest op enig moment 0 wordt, is de breuk een eindige breuk. Als de rest nooit 0 wordt, ontstaat na maximaal de noemer min 1 cijfers een rest die al eerder voorgekomen is. Daarna gaat het patroon zichzelf herhalen. De lengte van het repeterende gedeelte is dus maximaal de noemer min 1.
In de normale schrijfwijze wordt de repeterende breuk afgerond, wat wil zeggen dat alleen een bepaald aantal cijfers wordt genoteerd. Zo wordt 2/3 afgerond op:
- 2 decimalen als 0,67
- 5 decimalen als 0,66667

Een andere schrijfwijze is die waarbij men laat zien wat het repeterende gedeelte is. Dit doet men door een streep te zetten door het eerste cijfer van het repeterende gedeelte en door het laatste. 
{\displaystyle 1/3=0{,}3\!\!\!/}
{\displaystyle 11/35=0{,}31\!\!\!/42857\!\!\!/}
Ook wordt het repeterende deel wel voorzien van een streep (de vinculum genoemd, van Latijn: vincio, binden, boeien) boven of onder de cijfers:
{\displaystyle 1/3=0{,}{\overline {3}}}
{\displaystyle 11/35=0{,}3{\overline {142857}}}
{\displaystyle 11/35=0{,}3{\underline {142857}}}
of tussen haken (rechte of ronde) gezet:
{\displaystyle 1/3=0{,}[3]}
{\displaystyle 11/35=0{,}3[142857]}
Ander voorbeelden zijn: 
{\displaystyle 2/3=0{,}{\overline {6}}=0{,}666666\ldots }
{\displaystyle 1/7=0{,}{\overline {142857}}=0{,}14285714285714\ldots }
{\displaystyle 7/30=0{,}2{\overline {3}}=0{,}2333333\ldots }

## Als gewone breuk
Een repeterende breuk kan op de volgende manier als een gewone breuk (teller, breukstreep, noemer) geschreven worden.
Stel
{\displaystyle x=0{,}123\!\!\!/},
dan is
{\displaystyle 10x=1{,}23\!\!\!/=1{,}233\!\!\!/}
dus
{\displaystyle 10x-x=1{,}233\!\!\!/-0{,}123\!\!\!/=1{,}11}
(de repeterende gedeelten vallen tegen elkaar weg), zodat:
{\displaystyle 9x=1{,}11}
{\displaystyle 900x=111}
{\displaystyle x=111/900=37/300}
Bestaat het repeterende deel uit meer dan 1, zeg 6 cijfers, dan trekt men {\displaystyle x} af van {\displaystyle 1\,000\,000\,x}, zodat het repeterende deel wegvalt.
Het bovenstaande kan ook als volgt geïnterpreteerd worden:
Bestaat de repeterende breuk alleen uit een repeterend deel, dan krijgt men de breuk als het repeterend deel {\displaystyle R} gedeeld door evenveel negens als er cijfers in het repeterend deel zijn.
vb: 0,123123123... wordt 123999 (repeterend deel is "123"; drie cijfers, dus delen door 999)
vb: 0,2222... wordt 29
vb: 0,100310031003... wordt 10039999
Is er ook nog een vast deel, dan moet er wat omgerekend worden.
vb: 0,3721903903... 
Hiervoor schrijft men:
{\displaystyle 0{,}3721903903\ldots =0{,}3721+0{,}0000903903\ldots =}
{\displaystyle =0{,}3721+{\frac {0{,}903903\ldots }{10000}}={\frac {3721+0{,}903903\ldots }{10000}}={\frac {3721}{10000}}+{\frac {903}{9990000}}}
wat vereenvoudigd kan worden tot 6196971665000.

## Als limiet
Een repeterende breuk kan wiskundig opgevat worden als een reeks, dus als limiet van partiële sommen. Zo kan de breuk 2/3, geschreven worden als:
{\displaystyle {\frac {2}{3}}=0{,}6\!\!\!/=0{,}6+0{,}06+0{,}006+\ldots =6\lim _{n\to \infty }\sum _{k=1}^{n}10^{-k}=6\sum _{k=1}^{\infty }10^{-k}}
en de breuk 1/7 als:
{\displaystyle {\frac {1}{7}}=0{,}{\overline {142857}}=0{,}142857+0{,}000000142857+0{,}000000000000142857+\ldots =142857\sum _{k=1}^{\infty }10^{-6k}}
De optredende reeksen zijn meetkundige reeksen, waarvan een gesloten uitdrukking berekend kan worden die weer de oorspronkelijke breuk oplevert.

## Repeterende negens
Een bijzonder geval vormen repeterende breuken met een repeterende 9. Een dergelijke breuk laat ook een niet-repeterende schijfwijze toe. Een repeterende breuk die eindigt op /9/ kan geschreven worden als een gewone breuk die eindigt op een cijfer dat 1 hoger is dan het niet-repeterende deel.
In het bijzonder is:
{\displaystyle 0{,}9\!\!\!/=0{,}999\ldots \ } (of zo men wil 0,9999999999999999999999999999999999999... maar niet eindigend) = 1
Het bewijs volgt de bovengenoemde weg:
Zij {\displaystyle x=0,999...}, dan is:
{\displaystyle 10x=9,999...}
Hieruit volgt:
{\displaystyle 9x=10x-x=9,999...-0,999...=9},
dus 
{\displaystyle x=1}
De repeterende breuk kan ook opgevat worden als een meetkundige reeks, dat wil zeggen als de som van een meetkundige rij.
{\displaystyle 0{,}999...=\sum _{n=1}^{\infty }9\left({\frac {1}{10}}\right)^{n}}
Met de somformule voor de meetkundige rij volgt:
{\displaystyle 0{,}999...=\sum _{n=1}^{\infty }9\left({\frac {1}{10}}\right)^{n}={\frac {9}{10}}\ {\frac {1}{1-{\frac {1}{10}}}}={\frac {\frac {9}{10}}{\frac {9}{10}}}=1}
Andere voorbeelden:
{\displaystyle 0{,}239\!\!\!/=0{,}24}
{\displaystyle 0{,}1459\!\!\!/=0{,}146}

## Lengte van het repeterende gedeelte
Het aantal cijfers in het repeterende gedeelte hangt enkel af van de noemer van de breuk. Stel de noemer is {\displaystyle q}, en de grootste gemene deler {\displaystyle \mathrm {ggd} (q,10)=1}, dan wordt de lengte van het repeterend gedeelte gegeven door de kleinste exponent {\displaystyle x}  waarvoor {\displaystyle 10^{x}{\pmod {q}}=1}.
Voorbeeld voor noemer 693:
- 103 mod 693 = 307
- 104 mod 693 = 298
- 105 mod 693 = 208
- 106 mod 693 = 1

Repeterende breuken met 693 als noemer hebben dus een repeterend gedeelte van zes cijfers; bijvoorbeeld:
{\displaystyle 311/693=0{,}{\overline {448773}}}
Uit het voorgaande volgen onder meer de volgende lengtes van het repeterende gedeelte:
- 1 bij de noemers 3, 9
- 2 bij de noemer 11
- 3 bij de noemers 27, 37
- 4 bij de noemer 101
- 5 bij de noemers 41, 271
- 6 bij de noemers 7, 13

Omdat 693 = 7 × 9 × 11 en deze priemfactoren (of machten daarvan) onderling ondeelbaar zijn, is de lengte van het repeterende gedeelte bij de noemer 693 het kleinste gemene veelvoud van 1, 2 en 6, is 6, zoals hierboven al gevonden werd.